# Julio Castillo Sagarzazu
Julio Rafael Castillo Sagarzazu (Valencia, Venezuela, 19 de febrero de 1951) es un político y profesor venezolano, quien fuera alcalde del Municipio Naguanagua (2000-2008) y diputado al Congreso de la República. Actualmente milita en Voluntad Popular, sin embargo, fue dirigente de Proyecto Venezuela hasta 2015 y miembro del Movimiento al Socialismo (MAS) hasta 1998.

## Biografía
Castillo inicia su carrera política en la década de los 70 como militante del Movimiento de Izquierda Revolucionaria junto con Alberto Franceschi como máximos representantes del MIR en Valencia. En esa misma década y como estudiante de la Facultad de Derecho es elegido como presidente de la FCU con el apoyo del MIR. Luego miembro de Claustro universitario. A finales de los 70, Alberto Francescci lo excluye de la militancia del MIR. Fue Concejal de Municipio Valencia en 1989 por el MAS, donde también fue síndico municipal de la Alcaldía de dicho municipio.
En las elecciones parlamentarias de 1993, es elegido como diputado al Congreso Nacional por el Circuito 4 (Naguanagua y San Diego) con el apoyo de su partido, el MAS y el partido de Rafael Caldera, Convergencia, asumió el 23 de enero de 1994 dentro de la IX Legislatura.
En 1995 se postula como candidato a la Alcaldía de Valencia por su partido y siendo respaldado por COPEI (quien postuló al entonces alcalde Argenis Ecarri a la Gobernación de Carabobo), pero resulta derrotado por Francisco "Paco" Cabrera. Para 1998, se realizan nuevamente elecciones parlamentarias, Castillo participa pero esta vez dentro de Proyecto Venezuela siendo elegido, pero no culmina su período debido a la disolución del Congreso.
En el año 2000 es elegido alcalde de Naguanagua con el 33,35%, sin contar con el apoyo de ningún partido político, salvo Proyecto Venezuela. En las elecciones regionales y municipales de 2004, Castillo logra la reelección con el 43,23% para el período 2004-2008. En 2008 no se reelige, dando su apoyo al candidato Alejandro Feo La Cruz y en las parlamentarias de 2010, se convierte en candidato a diputado por Proyecto Venezuela, donde perdió obteniendo 141,624 votos (15,95%).
En 2015 se separa de Proyecto Venezuela para formar parte de Voluntad Popular. Castillo ha sido profesor de la Cátedra de Derecho Económico de la Facultad de Ciencias Económicas y Sociales de la Universidad de Carabobo, pronunciándose en contra de los sucesos durante las elecciones estudiantiles de la UC en 2018, y rechazando la actuación del gobernador Rafael Lacava.